# Голуб Юрій Григорович

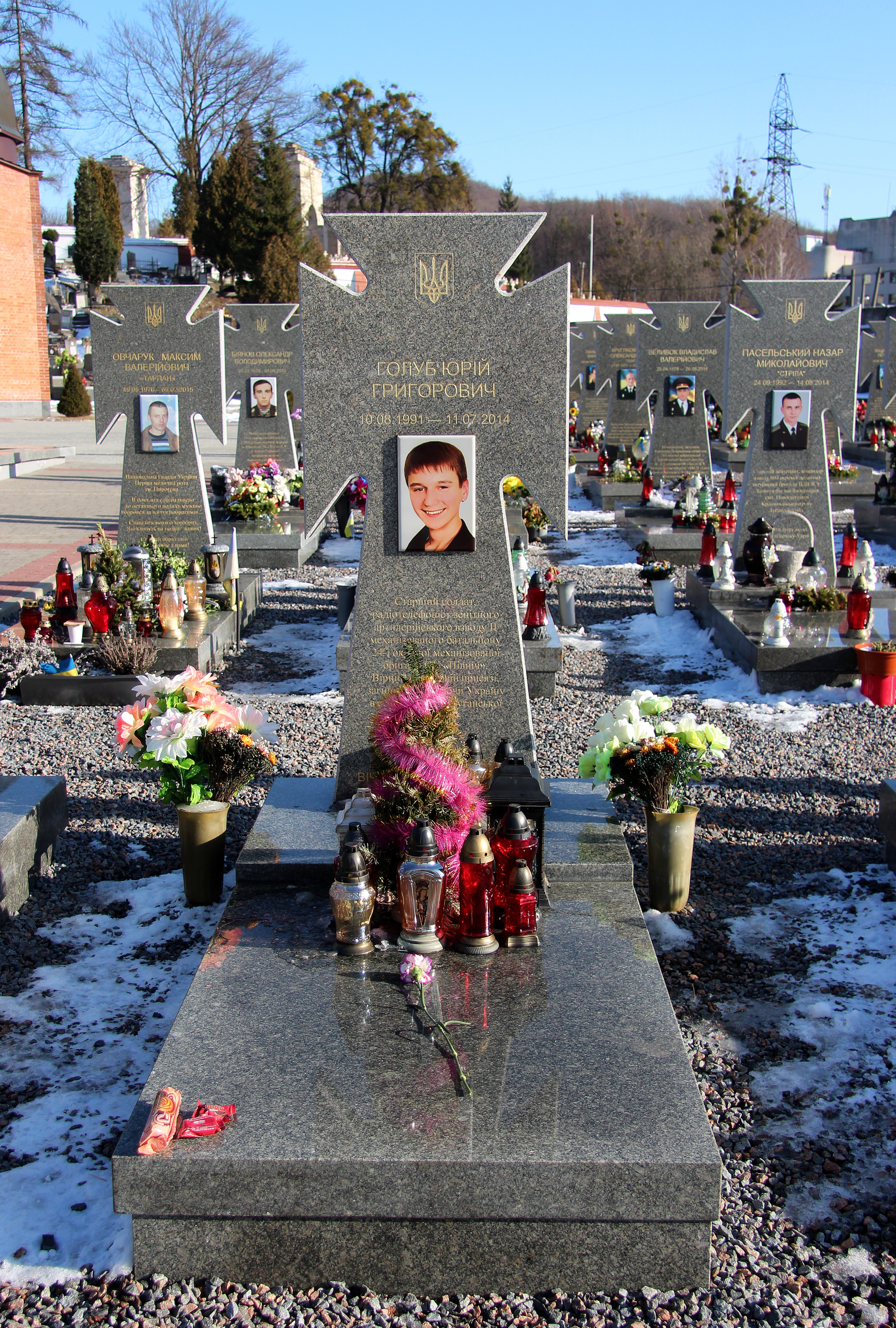

Ю́рій Григо́рович Го́луб (10 серпня 1991; м. Львів — 11 липня 2014; Зеленопілля, Свердловський район, Луганська область) — український військовик, старший солдат, номер обслуги-радіотелефоніст зенітно-артилерійського взводу 2-го механізованого батальйону 24-ї Залізної імені князя Данила Галицького окремої механізованої бригади (Яворів) Сухопутних військ Збройних сил України. Кавалер ордена «За мужність» ІІІ ступня (14.03.2015; посмертно).

## Життєпис
Народився Юрій Голуб 10 серпня 1991 року в місті Львів. Закінчив спеціалізовану школу № 81 імені Петра Сагайдачного міста Львів, а потім — Вище професійне училище № 29 міста Львів, здобув професію «Оператор комп'ютерного набору. Обліковець з реєстрації бухгалтерських даних».
Проходив строкову військову службу в лавах Збройних сил України.
Навесні 2014 року Юрій Голуб мобілізований до лав Збройних сил України. Служив у 24-й Залізній імені князя Данила Галицького окремій механізованій бригаді Сухопутних військ Збройних сил України (військова частина А0998; місто Яворів Львівської області).
З літа 2014 року Юрій Голуб брав участь у антитерористичній операції на сході України.
Прощання й заупокійна літургія відбулись у Гарнізонному храмі святих апостолів Петра і Павла. Юрій Голуб похований 18 липня 2014 року на полі Почесних поховань № 76 Личаківського цвинтаря міста Львів.
Без Юрія лишились батьки і два брати.

## Обставини загибелі
11 липня 2014 року в районі села Зеленопілля Луганської області приблизно о 4:30 ранку російсько-терористичні угрупування обстріляли з РСЗВ «Град» блокпост українських військ, внаслідок обстрілу загинуло 19 військовослужбовців, серед них і Юрій Голуб.

## Нагороди та вшанування
- За особисту мужність і героїзм, виявлені у захисті державного суверенітету та територіальної цілісності України, вірність військовій присязі під час російсько-української війни, нагороджений орденом «За мужність» III ступеня (14.03.2015; посмертно)[4].
- 8 червня 2016 року на фасаді будівлі львівської спеціалізованої ЗОШ № 81 імені Петра Сагайдачного відкрито меморіальну дошку Юрію Голубу[5]